# Phalangium
Sekáč (Phalangium) je rod sekáčů z čeledi Phalangiidae. Poprvé ho popsal Carl Linné.

## Druhy
- Phalangium aegyptiacum Savigny, 1816 – sekáč egyptský
- Phalangium andalusicum (Prieto, 2017)
- Phalangium armatum Snegovaya, 2005
- Phalangium armenicum Chemeris, 2012
- Phalangium bakuense Snegovaya, 2006
- Phalangium clavipus Roewer, 1911 – sekáč hůlkový
- Phalangium coronatum Fabricius, 1779 – sekáč korunkový
- Phalangium gorbunovi Snegovaya, 2014
- Phalangium gromovi Chemeris, 2012
- Phalangium kitabense Chemeris, 2012
- Phalangium kopetdaghense Chemeris & Snegovaya, 2010
- Phalangium licenti Schenkel, 1953 – sekáč Licentův
- Phalangium ligusticum (Roewer, 1923) – sekáč ligurský
- Phalangium martensi Snegovaya, Cokendolpher & Zamani, 2021
- Phalangium mcheidzeae Snegovaya, 2014
- Phalangium mesomelas Soerensen, 1910 – sekáč uhurský
- Phalangium nalanae K. Kurt, Erdek & P. Kurt, 2023
- Phalangium opilio Linnaeus, 1761 – sekáč rohatý
- Phalangium ortoni Wood, 1869 – sekáč Ortonův
- Phalangium pallidum Müller, 1776 – sekáč siný
- Phalangium punctipes (L. Koch, 1878)
- Phalangium riedeli Starega, 1973 – sekáč rydlový
- Phalangium rudipalpe Gervais, 1849 – sekáč rapírový
- Phalangium savignyi Savignyi, 1826 – sekáč Savignyho
- Phalangium spiniferum Cantor, 1842 – sekáč tschusanský
- Phalangium staregai Snegovaya, 2005
- Phalangium targionii (Canestrini, 1871) – sekáč Targioniho
- Phalangium taylani K. Kurt, Erdek & P. Kurt, 2023
- Phalangium uncatum Hermann, 1804 – sekáč hákovitý
- Phalangium venustum Snegovaya, 2008
- Phalangium wahrmanni Roewer, 1953
- Phalangium yurisnegovoyi Snegovaya, 2022